# عبد اللهي إبراهيم الحسن
عبد اللهي إبراهيم الحسن (بالإنجليزية: Abdullahi Ibrahim Alhassan)‏ هو لاعب كرة قدم نيجيري في مركز الهجوم، ولد في 3 نوفمبر 1996 في كانو في نيجيريا. لعب مع نادي ماريتيمو.

## وصلات خارجية
- عبد اللهي إبراهيم الحسن على موقع قاعدة بيانات كرة القدم.إي يو (الإنجليزية)
- عبد اللهي إبراهيم الحسن على موقع ناشيونال فوتبول تيمز (الإنجليزية)
- عبد اللهي إبراهيم الحسن على موقع Soccerway.com (الإنجليزية)
- عبد اللهي إبراهيم الحسن على موقع عالم كرة القدم.نت (الإنجليزية)